# ドニプロ地下鉄

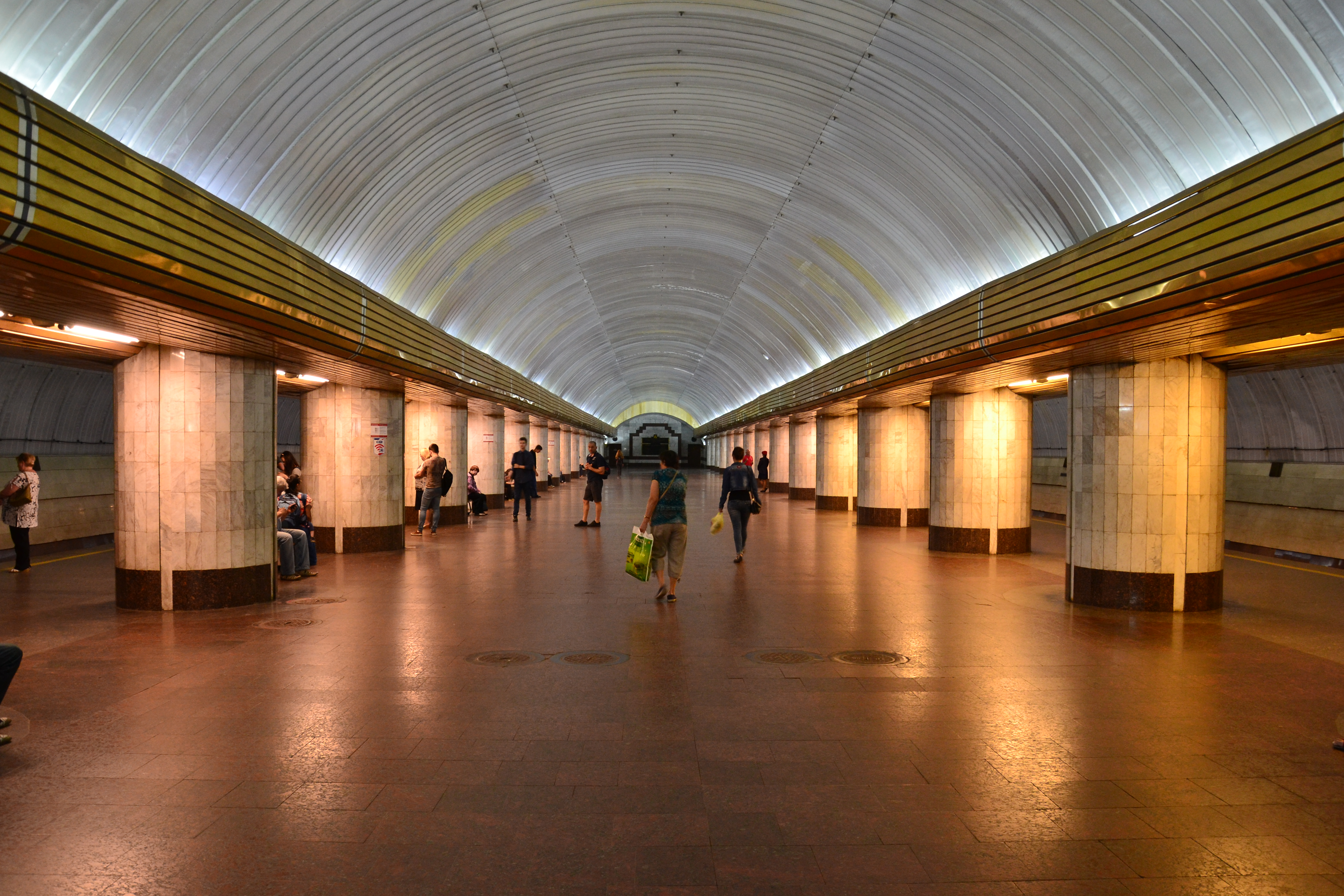
Vokzalna駅

ドニプロ地下鉄（ウクライナ語: Дніпровський метрополітен, ロシア語: Днепровский метрополитен）は、ウクライナのドニプロを走る地下鉄である。

## 歴史
1979年、ソビエト連邦の大臣評議会は、ソビエト連邦共産党中央委員会によって決定されたドニプロペトロウシク（現ドニプロ）に地下鉄を建設するための調査計画を承認した。
大臣評議会による命令を受けて、1982年3月15日に建設が開始された。そして、1995年12月29日にキーウ地下鉄、ハルキウ地下鉄に続きウクライナで3番目の地下鉄として開業した。

## 概要
現在、路線はドニプロ駅前のVokzalna駅から西部の新興住宅地Komunarivska駅までの6駅、総延長は7.1kmである。朝5時半から夜23時まで営業し、一日当たりの乗客数は約22,200人である。
ソビエト連邦の地下鉄に特徴的なパレス形式の駅が作られているが、1990年代前半の経済的な混乱の中での開業であったため、駅の装飾は簡素である。6つの駅のうち、5つは地下深くに、1つは地表近くに作られている。地下深くの駅のうち4つはシングルボールトである。電車は当初5両編成であったが、乗客数の減少のために3両編成となった。
現在、Vokzalna駅を始点として街の中心部を横断する3駅の延伸工事が進められている。延伸区間は当初2017年に開業する計画だったが、資金難のために工事は遅れたうえ一時中断したため、2023年の完成を見込んでいる。駅数は9駅、総延長は11.82kmになる予定である。

## 拡張計画
新しい拡張計画が2008年1月に明らかになり、現在工事中の区間に加えParus駅とParus-2駅の2駅が、現在西端のKomunarivska駅のさらに西に作られる予定である。
また、ドニエプル川と交差する2番目の路線が計画されている。長期的な計画では、ドニプロ地下鉄は3路線80kmになる予定である。